# Catalina Maura Pou
Catalina Maura y Pou o Catalina de Santo Tomás de Villanueva (Palma de Mallorca, 1664 -Palma de Malllorca, 1735) fue una filósofa y religiosa agustiniana española. Fue proclamada Sierva de Dios por la Iglesia católica.

## Biografía
Su madre murió al dar a luz y fue una niña  muy religiosa que tuvo visiones de la Virgen  y manifestaciones espirituales. Con espasmos místicos desde niña, se le atribuyen actos milagrosos desde los tres años. Tuvo varios episodios místicos, que las primeras veces hicieron pensar que estaba poseída y fue exorcizada.En 1686 para evitar un matrimonio no deseado ingresó en la orden de las monjas de la Orden de San Agustín del Convento de la Inmaculada Concepción de Mallorca, tomando el nombre de Catalina de Santo Tomás de Villanueva.
En una de sus experiencias místicas, De Villanueva comulgó con el mismísimo Jesucristo, y tuvo apariciones de San Agustín de Hipona y del Beato Ramon Llull. Como consecuencia de sus constantes enfermedades "la consagraron a una vida de martirio que vivió en constante oración y ayuno". La bautizaron como Ángel de Paz.
Escribió poesías y algunas obras religiosas, además de estudiar la obra de Ramon Llull. Sus textos inéditos se conservan en los archivos del monasterio. Proclamada sierva de Dios, tiene incoado el proceso de beatificación.
Murió el 18 de enero de 1735 en Palma de Mallorca. Tras su muerte, se le atribuyeron innumerables curaciones.

## Reconocimientos
- Artífice de una reforma de la Regla de San Agustín, que exigía el ejercicio del voto de pobreza de forma muy estricta y la atribución del nombre de un santo con profesión religiosa, eliminando su propio apellido. En ella introdujo la práctica frecuente de la comunión, la austeridad en el refectorio, la devoción a las cinco llagas de Jesús y la Pasión de Cristo. Además de fomentar la devoción al dogma de la Inmaculada Concepción y el conocimiento del Beato Ramon Llull.[3]

- En 1933, los obispos José Miralles y Matheu Colom iniciaron el proceso de beatificación y canonización de Sor Catalina de Santo Tomás de Villanueva y presentaron la solicitud a Roma en 1936, aunque el proceso informativo  se interrumpió debido a la guerra civil. Em 1991 a petición de la comunidad del Monasterio de la Concepción de Palma de Mallorca, se dictó el decreto de reapertura de la causa de beatificación y canonización de Sor Catalina de Santo Tomás de Villanueva.[3]
- Hija Ilustre de Palma, el Ayuntamiento, le concedió una calle.[3][4]